# Gioele Bertolini
Gioele Bertolini (ur. 26 kwietnia 1995) – włoski kolarz górski i przełajowy, trzykrotny medalista mistrzostw świata i mistrzostw Europy MTB.

## Kariera
Pierwszy sukces w karierze Gioele Bertolini osiągnął w 2012 roku, kiedy wspólnie z Michele Casagrande, Evą Lechner i Lucą Braidotem zdobył złoty medal w sztafecie podczas mistrzostw Europy w kolarstwie górskim w Moskwie. Na tych samych mistrzostwach był indywidualnie dziewiąty w kategorii juniorów. Na rozgrywanych rok później ME w Bernie razem z Evą Lechner, Marco Aurelio Fontaną i Gerhardem Kerschbaumerem ponownie był najlepszy w sztafecie, a indywidualnie zdobył srebrny medal wśród juniorów. W 2013 roku wystąpił także na mistrzostwach świata MTB w Pietermaritzburgu, gdzie wraz z Lechner, Fontaną i Kerschbaumerem zwyciężył w sztafecie, a indywidualnie był trzeci wśród juniorów. Startuje także w wyścigach przełajowych, jest między innymi dwukrotnym mistrzem Włoch w kategorii juniorów.